# Deudorix livia
Deudorix livia is een vlinder uit de familie van de Lycaenidae. De wetenschappelijke naam van de soort is voor het eerst gepubliceerd in 1834 door Johann Christoph Friedrich Klug.
De soort komt voor in Spanje, Griekenland, Cyprus, Libanon, Israël, Saoedi-Arabië, Verenigde Arabische Emiraten, Oman, Jemen, Egypte, Tsjaad, Zuid-Soedan, Ethiopië, Djibouti, Somalië,  Mauritanië, Senegal, Gambia, Burkina Faso, Niger, Ghana, Benin, Kameroen, Oeganda, Kenia en Tanzania.